# Spilophorella tollenifera
Spilophorella tollenifera är en rundmaskart som beskrevs av Christian Wieser 1955. Spilophorella tollenifera ingår i släktet Spilophorella och familjen Chromadoridae. Inga underarter finns listade i Catalogue of Life.